# Barigau
Barigau ist ein Ortsteil der Stadt Königsee im Landkreis Saalfeld-Rudolstadt (Thüringen).

## Lage
Barigau liegt auf einer waldarmen Hochfläche zwischen dem Schwarzatal im Süden und dem Rinnetal im Norden. Der Hädderbach entspringt auf der 665 Meter hohen Barigauer Höhe und fließt durch Oberhain der Schwarza entgegen. Verkehrsmäßig hat Barigau über die Kreisstraße Anschluss an die Bundesstraße 88.

## Geschichte

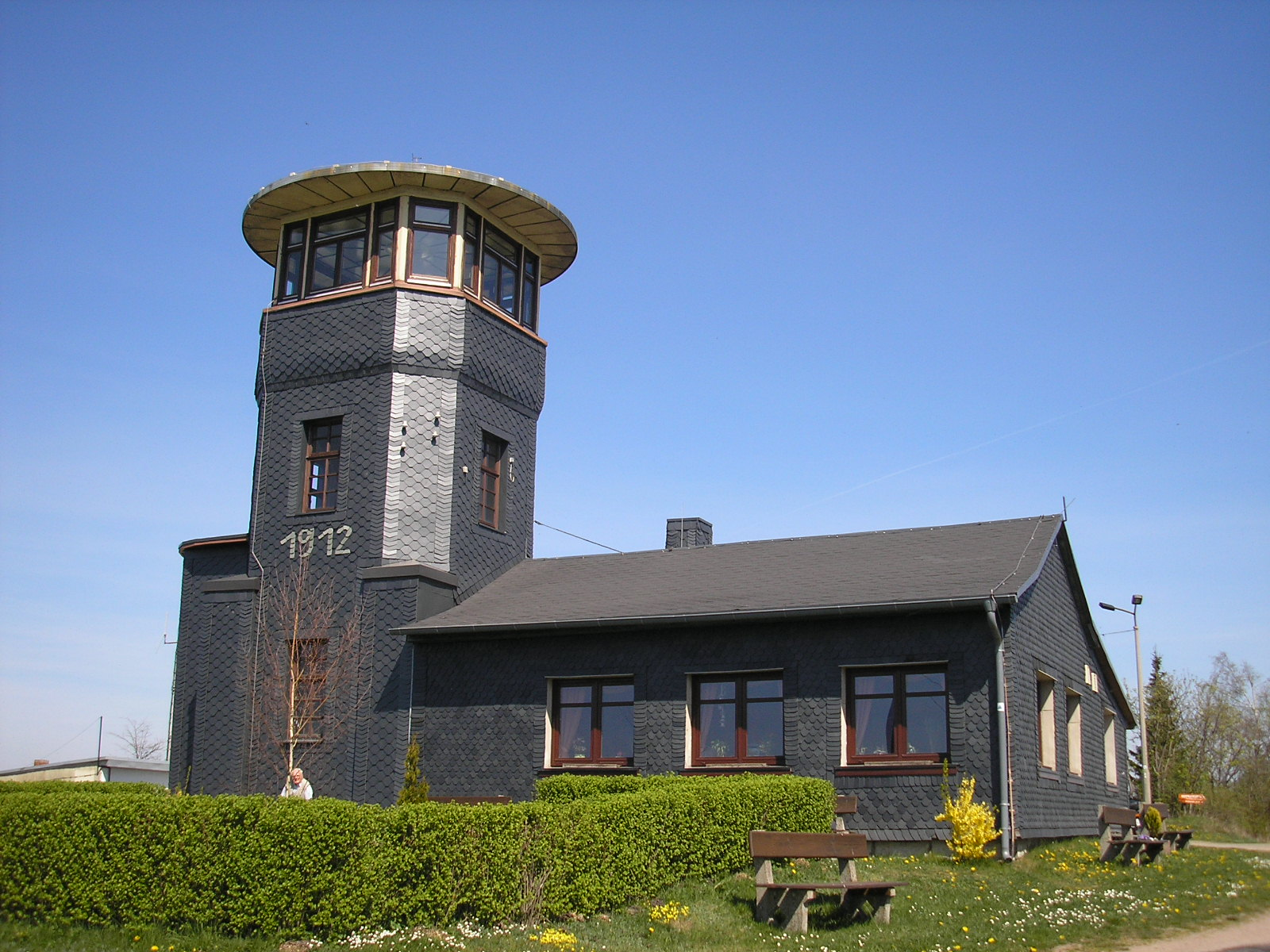
Barigauer Turm

Am 19. November 1370 wurde das Dorf erstmals urkundlich erwähnt.
Neben der Landwirtschaft und Bergbau war das Olitätengewerbe auch hier ein bedeutender Wirtschaftsfaktor. Auf der Barigauer Höhe steht der Barigauer Turm. Bis 1918 gehörte der Ort zur Oberherrschaft des Fürstentums Schwarzburg-Rudolstadt.
Am 1. Juli 1950 wurde Barigau zu Oberhain eingemeindet. Seit dem 1. Januar 2019 ist der Ort ein Teil der Stadt Königsee.

## Sehenswürdigkeiten
Die Gaststätte „Barigauer Turm“ war bis Ende 2018 mit Unterbrechungen eine Ausflugsgaststätte mit einem Aussichtsturm und einem Restaurant und wird derzeit saniert.